# دارين اندرتون
دارين اندرتون (بالإنجليزية: Darren Anderton)‏ ولد 3 مارس 1972 في ساوثهامبتون، هو لاعب كرة قدم إنجليزي دولي سابق كان يلعب كلاعب وسط. سبق له أن لعب في كأس العالم لكرة القدم مع منتخب بلاده. لعب خلال مسيرته 471 مباراة سجل خلالها 57 هدفاً.

## المسيرة الاحترافية

### أندية لعب لها
- نادي بورتسموث
- نادي توتنهام هوتسبير
- برمنغهام سيتي
- وولفرهامبتون واندررز
- نادي بورنموث

## روابط خارجية
- دارين اندرتون على موقع الاتحاد الدولي (مؤرشف)  (الإنجليزية)
- دارين اندرتون على موقع قاعدة بيانات كرة القدم.إي يو (الإنجليزية)
- دارين اندرتون على موقع ناشيونال فوتبول تيمز (الإنجليزية)
- دارين اندرتون على موقع Soccerbase.com (لاعب) (الإنجليزية)
- دارين اندرتون على موقع عالم كرة القدم.نت (الإنجليزية)